# Сара Мартинс
Сара Мартинс (енгл. Sara Martins; Фаро, 19. август 1977) је француска глумица. Мартинсова је најпознатија по улози Камил Бордеј у крими-драмедији Смрт у рају.